# 士鞅
士 鞅（し おう、生没年不詳）は、中国春秋時代の晋の政治家。姓は祁、氏は士、もしくは封地から范、諱は鞅、字は叔、諡は献。士匄（范宣子）の三男。范叔、范献子と呼ばれる。

## 生涯

### 亡命
士鞅はその字（叔）が示すとおり、本来なら三男として嫡子とは縁の無い立場となるはずであったが、上の兄二人は事跡が史書に記されていないことから夭折した可能性が高く、その事で士匄の嫡男の座に就いたと推測される。
紀元前559年に晋軍が斉や鄭等の同盟国と秦に攻め込んだ際に、次卿・中軍の佐であった士匄のもとで従軍したが、敗退に追い込まれてしまう。だが、これに不満を持つ公族大夫の欒鍼と共に殿軍として秦軍に攻め込むが、逆に返り討ちに会い、欒鍼は戦死し、士鞅だけが生還した。だが、欒鍼の死に激怒した兄の下軍の将欒黶（欒桓子）が、責任は士鞅にあるとし、追放しなければ士鞅を誅殺すると上司の士匄を脅したため、士鞅はやむなく秦へと亡命するはめに陥ってしまう。
だが、士鞅は秦公（景公）の働きかけで程なく晋への帰還がかなうが、この件で欒氏に対し深い恨みを抱くようになる。

### 欒氏との対立
紀元前552年、欒黶の妻になっていた士鞅の姉妹が、欒黶没後の生活の乱れを子息の欒盈（欒懐子）に指摘されたことを怒り、士鞅に欒盈謀反を讒言する。これを欒氏追い落としの好機と捉えた士鞅は、士匄にあえて讒言を聞き入れるよう進言し、これを受けた士匄は欒盈を追放し、その与党を全滅させて、晋における欒氏の勢力を壊滅させ、同時に士氏の勢力を拡大させた。
後の紀元前550年、斉の荘公の支援を受けた欒盈が、残党を糾合して晋に攻め込んだ際、士鞅は欒盈と親しかった魏舒（魏献子）が支援に回るのを防ぐために、魏舒を公宮へと無理やり連れ出した。この事で欒盈は晋都を攻めきれず、曲沃へと退却するが、士鞅は猛攻をかけて欒盈やその一党を打ち破る功績を挙げた。

### 晋卿として
紀元前548年、士匄が亡くなり、士鞅がその後を継ぐ。その際士匄から一人でやれる能力や相談者が無いことを心配されるが、士鞅は学問や仁者、正道を重視し、独断に走らないよう相談すると答え、士匄を安心させた。
そして、正卿・中軍の将の趙武（趙文子）・韓起（韓宣子）のもとで活躍するが、年を経ていく内に士匄への誓いに背くような行いが目立つようになる。例えば、紀元前521年に魯を訪れた際、同時期に来た斉の使者の鮑国（鮑文子）以上の饗応をするよう恫喝したり、後の紀元前519年には、当時晋に捕らわれていた魯の叔孫婼（叔孫昭子）に、帰還と引き換えに冠を賄賂として要求したり、更に紀元前515年には、魯の季孫意如（季平子）との対立が元で亡命していた昭公の帰国を相談する会合では、季孫意如からの贈賄を受けてこれを妨げるなど、次々と悪名を残していった。

### 失脚
紀元前510年、周王室が成周（現在の河南省洛陽市付近）に城壁を築く為に晋に使いをよこすと、当時次卿・中軍の佐にあった士鞅は、正卿・中軍の将の魏舒にこれを受け入れるよう進言し、魏舒はこれを受けて城壁建設の為の監督として成周へと向かった。だが、翌紀元前509年、魏舒は余興の山狩りの際に火に巻かれて大火傷を負って亡くなるという大失態を犯し、士鞅はそれを受け、正卿・中軍の将へと昇進する。しかし、魏舒の失態で進言者としての面目を丸潰れにされた士鞅は、魏舒の遺体が晋に戻った際、卿としての証である二重棺の内の外棺を外して一重棺にしてしまい、魏舒の失態を咎めた。だが、当時の一重棺は大夫以下が葬られる形式であり、このことで士鞅は、魏舒を大夫以下並みに貶められたと感じた魏取（魏簡子）・魏侈（魏襄子）親子の怒りを買ってしまう。
紀元前506年、蔡が楚に攻められて晋に救援を求めた際、孫娘の夫の父で婚姻の仲だった荀寅（中行文子）が蔡への賄賂要求を蹴られたのを受けて救援を取りやめたり、紀元前504年に晋への使者として訪れた宋の楽祁が、自分の所ではなく趙鞅（趙簡子）の所へ宿泊して盾を送ったのに激怒して、楽祁を2年間に渡って晋に抑留するなど、更なる悪名を轟かせてしまう。
そして紀元前497年、子息の士吉射（范昭子）が荀寅と共に趙鞅と対立し、趙鞅の本拠地の晋陽を包囲する事件が勃発する。当然士鞅は士吉射を支援し、趙鞅と対決する姿勢を見せるが、士鞅と激しく対立していた魏侈が智躒（智文子）や韓不信（韓簡子）と共に趙鞅に協力する姿勢を取り、晋公（定公）を抱き込んだ事で士鞅は孤立し、正卿・中軍の将の辞任に追い込まれて失脚した。
これを境に士氏の分家・范氏は急速に衰退へと向かう事となる。
死後、「献」を諡され、范献子と呼ばれる。